# Allongepruik

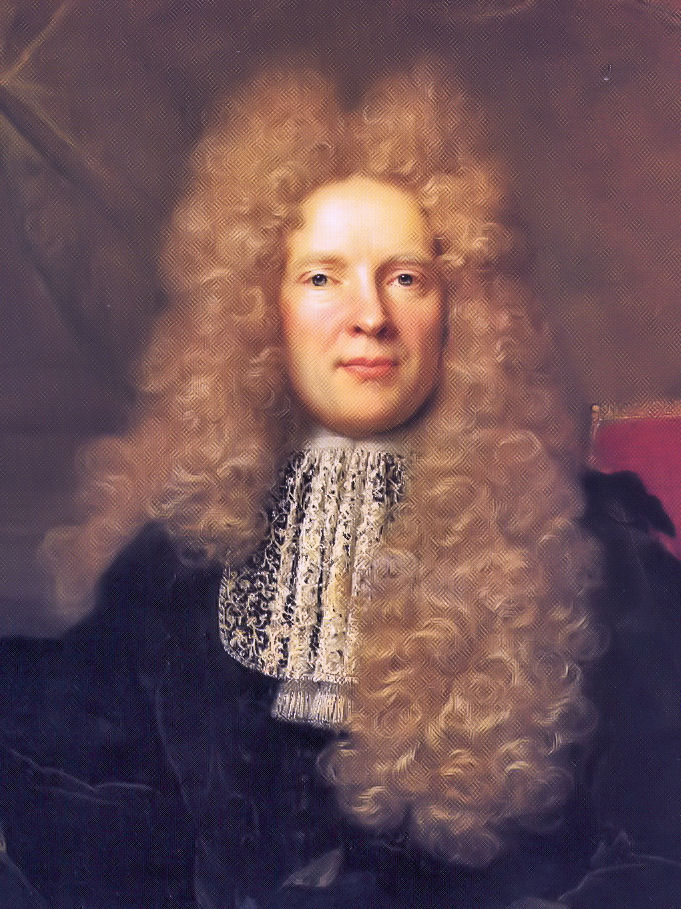
Portret van Lambert de Vermont met allongepruik geschilderd door Nicolas de Largillière

De allongepruik was een pruik met krullen tot aan de schouders  en kwam in de mode in de tijd van Lodewijk XIV van Frankrijk. Tijdens zijn regeerperiode werd de allongepruik gecreëerd. Het werd een belangrijk onderdeel van de garderobe. Pruiken uit die tijd werden gemaakt van mensen- en dierenhaar.  Tijdens de regeringsperiode van Lodewijk huurde hij 48 pruikenmakers in.  Er waren talloze variaties op de originele stijl, die werden gemaakt met behulp van haarstukjes en valse lokken.